# يائيل غولدستاين لوف
يائيل غولدستاين لوف (بالإنجليزية: Yael Goldstein Love)‏ (1978)؛ روائية أمريكية. درست في جامعة هارفارد.